# The story of I
The story of I is het eerste album dat onder de naam Patrick Moraz werd uitgebracht. De titel is een weergave van een symbool.

## Inleiding
Moraz nam na de band Refugee in augustus 1974 plaats in Yes en speelde mee op het complexe Relayer. Na dat album en bijbehorende optredens besloten de andere vier leden dat het tijd was voor soloalbums. Daarin participeerde ook Moraz, die als laatste met een album onder eigen naam kwam. Nadat die periode besloten de andere vier, dat ze weer gingen voor Rick Wakeman, exit Moraz. Moraz noemde de Yesleden nog wel in een dankwoord.
Moraz schreef zelf een verhaal over een toren in het oerwoud. Die toren lokt mensen naar binnen om dan vervolgens hun wildste fantasieën en dromen te laten beleven, hetgeen tot verslaving leidt. Wel is er de beperkingen dat de mensen niet verliefd worden, hetgeen toch gebeurt; de twee ontsnappen. Moraz omschreef het in het boekwerkje als conceptalbum. Opnamen vonden in de herfst van 1975 in de Aquariusstudio in Genève, enkele basistrack werden vastgelegd in Rio de Janeiro en São Paulo (16 en 17 augustus).

## Muziek
Moraz kwam met een album in de stijlen van complexe progressieve rock (analoog aan Relayer), fusion met een behoorlijk prominente Braziliaanse percussieinbreng. Deze (toen) opmerkelijke combinatie draaiend om het toetsenwerk van Moraz en drumwerk van Andy Newman leidde er toe dat The story of I “album van het jaar” was bij Keyboard Magazine. Het was de bedoeling dat de 46 minuten durende muziek in één lang track zou worden geperst, met de beperking van de maximale tijdsduur van de langspeelplaat, zodoende moest men in dat tijdperk een onderbreking tussen delen 7 en 8 dulden. Bij het compact disctijdperk verviel die beperking kon het gehele album achter elkaar doorgespeeld worden (er bleef wel een index).

## Musici
- Patrick Moraz – piano, hammondorgel, minimoog, micromoog, polymoog, (Taurus) baspedalen, mellotron (mark I en II), Orchestron B, Supersonic Vocaltron, ARP 2600, Pro-soloist, Axxe, Fender Rhodes 88, clavinet, AKS Synthi A, String Thing Synthesizer, klavecimbel, marimbafoon, Pace drummachine, alpenhoorn
- John McBurnie – zang
- Vivienne McAuliffe – zang
- Ray Gomez, Auguste de Anthony – gitaren
- Jeff Berlin – basgitaar
- Alphonse Mouzon – drumstel  tracks 1 tot en met 7 (kant 1)
- Andy Newman – drumstel, track 8 tot en met 14 (kant 2)
- percussiegroep uit Rio de Janeiro
- Jean-Luc Bourgeois – gongs en tamtams
- Jean Ristori – cello en contrabas
- Philippe Staehli – pauken, percussie
- Rene Moraz – tapdancegeluiden, castagnettes
- kinderkoor van Morat
- Veronique Mueller – zang (Franse teksten)

## Muziek
Alle muziek van Moraz, Engelse teksten van McBurnie

| Nr. | Titel                   | Duur |
| --- | ----------------------- | ---- |
| 1.  | Impact                  | 3:31 |
| 2.  | Warmer hands            | 3:31 |
| 3.  | The storm               | 0:52 |
| 4.  | Cachaça                 | 4:07 |
| 5.  | Intermezzo              | 2:49 |
| 6.  | Indoors                 | 3:44 |
| 7.  | Best years of our lives | 3:59 |

| Nr. | Titel                    | Duur |
| --- | ------------------------ | ---- |
| 1.  | Descent                  | 1:43 |
| 2.  | Incantation, procession  | 1:51 |
| 3.  | Dancing now              | 4:38 |
| 4.  | impressions (The dream)  | 2:49 |
| 5.  | Like a child in disguise | 4:05 |
| 6.  | Rise and fall            | 5:34 |
| 7.  | Symphony in the space    | 2:56 |

Best years of our lives werd met B-kant Cachaça op single uitgegeven.

## Nasleep
Het album stond vijf weken genoteerd in de Amerikaanse albumlijst Billboard 200; het behaalde een 132e plaats.
De solo-albums van de Yesleden waren overigens weinig succesvol. Ook de critici moesten er niet veel van hebben op het album van Jon Anderson Olias of sunhillow na. OOR's Pop-encyclopedie (versie 1977) noemt het album van Moraz verdienstelijk, maar dan wel onder de aantekening dat Moraz daarin geen eigen lemma heeft en is weggeschoven in Yes. In terugblik bleef die mening gehandhaafd; het album kreeg door de jaren heen steeds heruitgaven.  Op de fansite van progressieve rock variëren de meningen over dit album van “laten liggen” tot “aanbevolen”. Robbert Schuller van IO Pages tekende bij de heruitgave in 2019 via Esoteric Recordings aan , dat het vooral aantrekkelijk is voor Yes-fans, maar die moeten dan rekening houden met sterk afwijkende muziek ten opzichte van Yes.